# Tadeusz Łysiak
Tadeusz Łysiak (ur. 1993 w Warszawie) – polski reżyser filmowy i scenarzysta.

## Życiorys
Urodził się w 1993 roku. Jest absolwentem Wydziału Kulturoznawstwa na Uniwersytecie Warszawskim. Studiuje reżyserię w Warszawskiej Szkole Filmowej.
Jest autorem dwóch nagradzanych w Polsce i za granicą krótkich metraży: Techno oraz Sukienka. Uczestniczył w prestiżowym programie FUTURE FRAMES – Generation NEXT of European Cinema w ramach Eastern Promises przy festiwalu w Karlowych Warach. Jest laureatem nagrody „Odkrywczego Oka” dla młodego utalentowanego twórcy podczas festiwalu filmów polskich w Chicago.
Film Sukienka został w 2022 nominowany do Oscara w kategorii dla najlepszego krótkometrażowego filmu aktorskiego.
Jest synem scenarzysty Tomasza Łysiaka i wnukiem pisarza Waldemara Łysiaka.